# Epica (album)
Epica je šesté hudební album plné délky od americké powermetalové skupiny Kamelot, které bylo vydáno 3. března 2003 u německé společnosti Noise Records. Bylo prvním konceptuálním albem skupiny Kamelot. Společně se sequelem The Black Halo (2005) je rockovou operou, která je inspirována příběhem Fausta od Goetheho. Album Epica vypráví první část a druhou část vypráví album The Black Halo. Většina textů byla napsána ještě před zkomponováním hudby. Album po svém vydání inspirovalo k volbě názvu skupiny Epica.

## Seznam skladeb
1. „Prologue“ – 1:07
2. „Center of the Universe“ – 5:27
3. „Farewell“ – 3:43
4. „Interlude I: Opiate Soul“ – 1:09
5. „The Edge of Paradise“ – 4:09
6. „Wander“ – 4:24
7. „Interlude II: Omen“ – 0:40
8. „Descent of the Archangel“ – 4:35
9. „Interlude III: At the Banquet“ – 0:30
10. „A Feast for the Vain“ – 3:57
11. „On the Coldest Winter Night“ – 4:09
12. „Lost and Damned“ – 4:58
13. „Helena's Theme“ – 1:51
14. „Interlude IV: Dawn“ – 0:27
15. „The Mourning After (Carry On)“ – 4:59
16. „III Ways to Epica“ – 6:16